# Erythemis simplicicollis
Espèce
Statut de conservation UICN

 LC  : Préoccupation mineure
L'Érythème des étangs (Erythemis simplicicollis) est un insecte odonate de la famille des Libellulidae. En Amérique du Nord, on la retrouve à partir du centre des États-Unis jusqu'à l'est. Au Canada, elle est présente dans le sud des provinces de l'Ontario et du Québec. L'espèce est également mentionnée en Amérique centrale (Mexique, Cuba, Haïti et Jamaïque).

## Description
Erythemis simplicicollis mesure entre 38 et 44 mm de long. Le mâle mature a une coloration pruine bleutée et ses pièces copulatrices accessoires à la base de l'abdomen sont blanches. La femelle est de couleur verte et son abdomen présente une alternance de bandes noires et vertes. Les immatures des deux sexes sont semblables à la femelle.

## Habitat
L'Érythème des étangs se retrouve dans les étangs, marécages, marais, lacs et rivières. La femelle peut s'observer dans les milieux ouverts à proximité du lieu de reproduction.

## Galerie

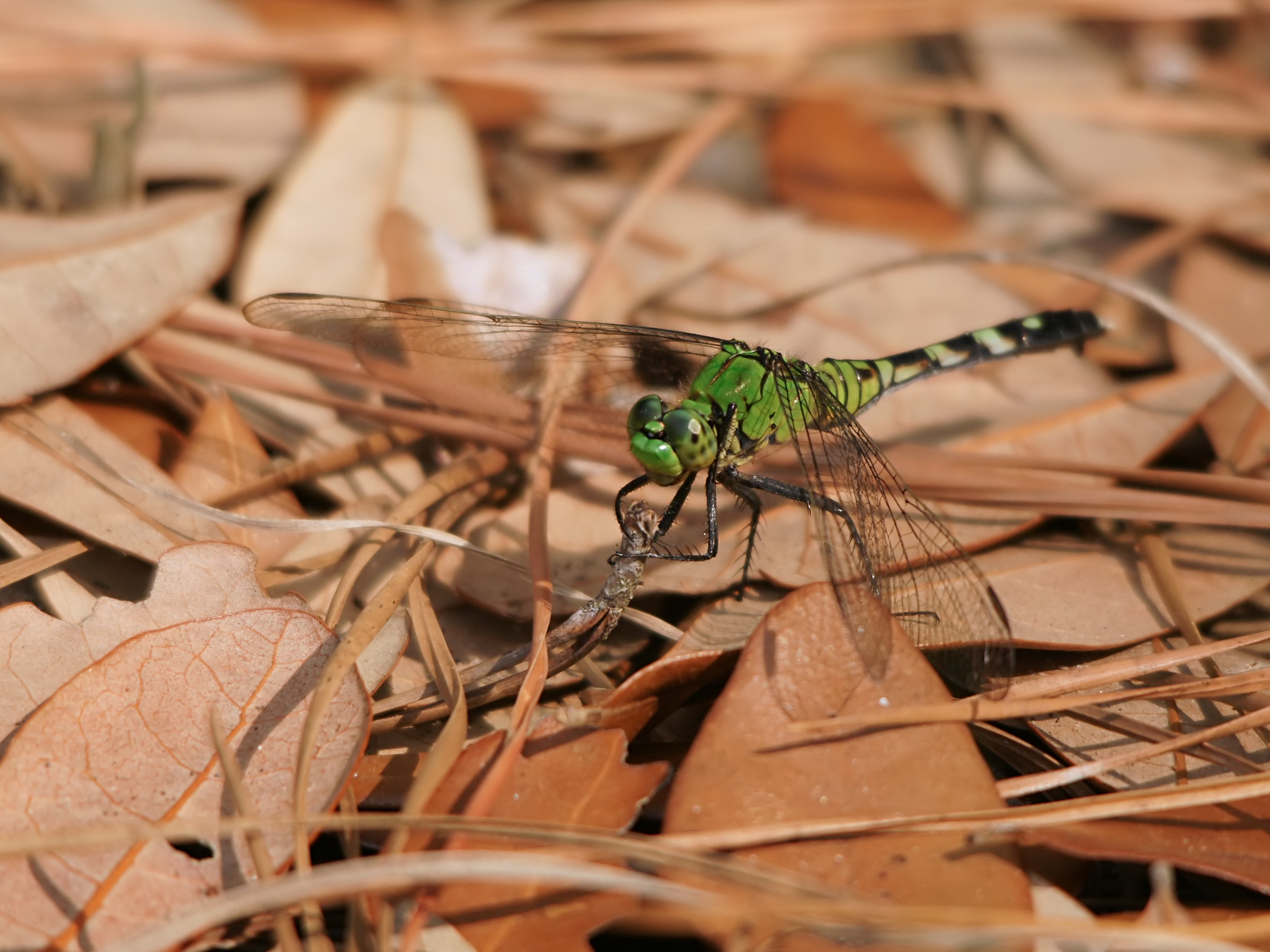
Femelle
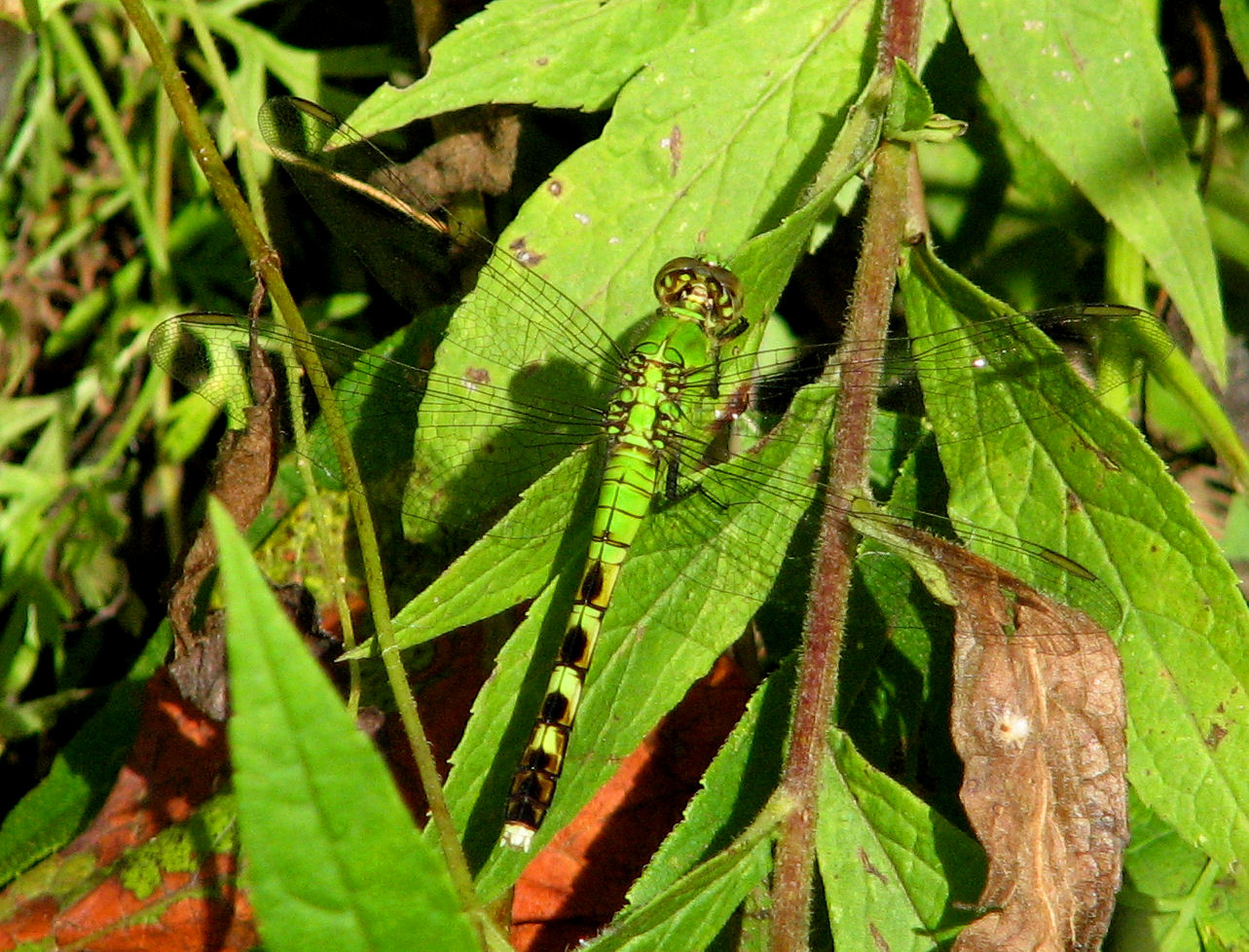
Femelle